# Gabriela Vergara

Gabriela Vergara  (Caracas, Venezuela, 1974. május 29. –) venezuelai színésznő, modell.

## Élete és pályafutása
Gabriela Vergara 1974. május 29-én született Caracasban. 2003-ban szerepet kapott A kertész lánya című telenovellában. 2004-ben Barbara Montesinost alakította a La mujer en el espejóban. 2010-ben főszerepet játszott a Prófugas del destino című sorozatban.
2009-ben születtek meg az ikerlányai: Alessandra és Emiliana.

## Filmográfia
- Las Amazonas (2016) .... Deborah Piñero
- Arranque de pasión (2013) .... Marité Arnal
- Quererte así (2012) .... Marisela Santos / Isadora Morales
- Cielo rojo (2011) .... Aleida Ramos
- Prófugas del destino (2010) .... Lola
- Mujer comprada (2009) .... Laura
- Secretos del alma (2008) .... Denisse Junot
- Született feleségek (Amas de casa desesperadas) (2008) .... Roxana Guzmán
- Puras joyitas (2007) .... La Chica
- Seguro y urgente (2006–2007) .... Usmail Irureta
- Decisiones (2006–2007) .... Erika Pardo
- El amor no tiene precio (2005) .... Ivana
- La tormenta (2005)
- La mujer en el espejo (2004) .... Barbara Montesinos de Mutti
- Belinda (2004) .... Cristina Romero / Belinda Romero
- A kertész lánya (La hija del jardinero) (2003) .... Jennifer de la Vega
- Trapos íntimos (2002) .... Eugenia
- Mambo y Candela (2002)
- Felina (2001) .... Daniela
- Toda mujer (1999) .... Manuela Mendoza Castillo
- El País de las mujeres (1998) .... Almendra Sanchez
- Destino de mujer (1997) .... Vanessa